# Philippe Rostan
Pour les articles homonymes, voir Rostan.
Philippe Rostan est un réalisateur français né à Buôn Ma Thuột au Viêt Nam.

## Carrière
Philippe Rostan commence sa carrière comme assistant réalisateur auprès de metteurs en scène tels que Pierre Schoendoerffer (Diên Biên Phu, 1991), et Mathieu Kassovitz (Métisse, 1994). Il réalise un premier court métrage en 1993 (Les Nems moi non plus, avec Maxime Leroux et se lance dans le documentaire en 2002.
Il réalise plusieurs documentaires dont Le Petit Vietnam.
En 2009 Inconnu, présumé français raconte l'histoire des enfants nés d'une mère vietnamienne et d'un père inconnu présumé français pendant la guerre d'Indochine. C'est le tout premier film qui traite de ce sujet, resté longtemps tabou dans la société française.
En 2010, Les Trois guerres de Madeleine Riffaud est un hommage émouvant à Madeleine Riffaud, résistante, poétesse, amie de Pablo Picasso, Paul Éluard, Ho Chi Minh et surtout correspondante de guerre, qui a couvert les guerres d'Indochine, d'Algérie, et du Vietnam,.
Il remporte l'Étoile de la Scam 2011 pour Les Trois guerres de Madeleine Riffaud et le 3e Prix de la diversité France Télévisions/CNC/ACSE pour la fiction L'un est l'autre.
En 2012, il remporte une deuxième Étoile de la Scam 2012 pour Le Marché de l'amour et le Grand Prix du Film Documentaire au Festival du Cinéma d'Alger pour Les Trois guerres de Madeleine Riffaud.

## Filmographie

### Réalisateur
- 2025 : Pierre de Berulle, le silence de l'infini
- 2023 : We got the beat (en production)
- 2021 : Vulkan, the City of Tomorrow (Vulkan, la ville du futur)
- 2020 : Joelle Léandre, Ultima
- 2018 : Les Hmongs, entre terre et ciel
- 2018 : La Mission-fleuve
- 2017 : Le Dernier Paradis des Kalinagos
- 2015 : Le Dragon de Guyane, mention spéciale du jury Terra Festival 2016
- 2013 : Les Jumeaux maudits, prix du documentaire Festival Quintessence d'Ouidah (Bénin) 2014
- 2012 : L'Un est l'Autre, téléfilm, Prix de la diversité France Télévision CNC ACSE
- 2012 : Le Lotus dans tous ses états[6], Prix du Public du Festival de Vesoul 2013
- 2011 : Le Marché de l'amour, Étoile de la Scam 2012
- 2010 : Les Trois guerres de Madeleine Riffaud[7] Prix CNC 2011 des Images de la Diversité, "Étoile de la Scam 2011, Grand Prix du Film Documentaire du Festival du Cinéma d'Alger en 2012
- 2009 : Inconnu, présumé français, Prix CNC 2010 des Images de la Diversité, Prix du public festival de Tours 2010
- 2008 : Ho Chi Minh
- 2007 : Le Petit Vietnam
- 2002 : Cœur de Coréenne
- 2001 : Chiec banh it
- 1994 : Les Nems moi non plus

### Assistant-réalisateur
- 2009 : Commis d'office, de Hannelore Cayre
- 2001 : Largo Winch, sérié télé
- 1999 : La Dilettante, de Pascal Thomas
- 1997-1998 : Highlander, sérié télé
- 1994 : Métisse, de Mathieu Kassovitz
- 1993 : Albertina a maigri, de Hannelore Cayre
- 1992 : Un été sans histoires, de Philippe Harel
- 1992 : Sabine j'imagine, de Dennis Berry
- 1991 : Diên Biên Phu, de Pierre Schoendoerffer
- 1989 : Paganini, de Klaus Kinski

### Acteur
- 2009 : Commis d'office, de Hannelore Cayre
- 1994 : Métisse, de Mathieu Kassovitz
- 1993 : Un été sans histoires, de Philippe Harel
- 1991 : Diên Biên Phu, de Pierre Schoendoerffer

### Reportages/Captations
- 2002 : Life and death in the north pole
- 2020 : Joelle Leandre Ultima

## Distinctions
- Mention spéciale du jury au Terra Festival en 2013[8],[9] pour Le dragon de Guyane.
- Prix du public du Festival de Tours en 2010 pour Inconnu, présumé français.
- Étoile de la SCAM[8] en 2011 pour Les Trois guerres de Madeleine Riffaud[8].
- Étoile de la SCAM[10] en 2012 pour Le Marché de l'amour[10].
- Grand Prix au festival du Cinéma engagé d'Alger[11],[12],[13] en 2012 pour Les Trois guerres de Madeleine Riffaud.
- Prix du Public au festival des Cinémas d'Asie de Vesoul en 2013 Le Lotus dans tous ses états.
- Prix du documentaire Festival Quintessence d'Ouidah (Bénin) 2014 Les Jumeaux maudits.